# Polluxia
Polluxia är ett släkte av insekter. Polluxia ingår i familjen dvärgstritar.
Kladogram enligt Catalogue of Life:
| Polluxia | \| \| Polluxia dlabolai \| \| \| \| \| \| Polluxia okalii \| \| \| \| \| \| Polluxia vultuosa \| \| \| \| |
|          | \| \| Polluxia dlabolai \| \| \| \| \| \| Polluxia okalii \| \| \| \| \| \| Polluxia vultuosa \| \| \| \| |
|          | Polluxia dlabolai                                                                                         |
|          | |
|          | Polluxia okalii                                                                                           |
|          | |
|          | Polluxia vultuosa                                                                                         |
|          | |